# بن -گی (آرکانزاس)
بن -گی (به انگلیسی: Ben-Gay) یک منطقهٔ مسکونی در ایالات متحده آمریکا است که در آرکانزاس واقع شده‌است. بن -گی ۱۴۶٫۹۲ متر بالاتر از سطح دریا واقع شده‌است.